# Płaskowyż Ałazejski
Płaskowyż Ałazejski (przest. Wyżyna Ałazejska, ros. Алазейское плоскогорье) – płaskowyż w azjatyckiej części Rosji, w Jakucji.
Płaskowyż liczy blisko 300 km długości. Leży pomiędzy rzekami Indygirką i Kołymą, na północny wschód od Gór Momskich, na południowy zachód od Niziny Kołymskiej. Średnia wysokość 350 m n.p.m.; maksymalna 954 m n.p.m. Zbudowany z prekambryjskich gnejsów i paleozoicznych i mezozoicznych skał wulkanicznych i osadowych. Powierzchnia falista z płaskimi masywami. Źródła wielu rzek (m.in. Ałazei, Sededemy).
W niższych partiach bagna i tajga (modrzewie, sosny syberyjskie, wierzby, topole), w wyższych (od 600 m n.p.m.) tundra górska.